# 명랑
명랑(明朗: fl. 668)은 7세기 경 신라의 승려로 자(字)는 국육(國育)이다.
선덕여왕 때 당나라에 유학하고 돌아와 668년 당군의 내침 소식을 듣고 낭산(狼山) 남쪽 신유림(新遊林)에 사천왕사(四天王寺)를 창건하면 물리칠 수 있다고 상주하였다. 비단으로 절모양을 꾸민 다음, 풀로 오방신상(五方神像)을 만들어 세우고 요가명승(瑜伽明僧) 12명과 문두루비밀법(文豆婁秘密法)을 서서 태풍을 일으켜 당나라 병선을 침몰시켰다고 한다. 그는 또한 이 사상의 근거인 《금광명경(金光明經)》의 뜻을 살리기 위하여 용왕이 시주한 황금으로 자기 집자리에 절을 짓고 탑상을 장식하여 금광사(金光寺)라 하였고, 뒤에 진언종(眞言宗)의 별파인 신인종(神印宗)의 조사(祖師)가 되었다.

## 같이 보기
- 진호국가(鎭護國家)
- 백고좌(百高座)
- 호국 불교(護國佛敎)

## 참고 문헌
- 이 문서에는 다음커뮤니케이션(현 카카오)에서 GFDL 또는 CC-SA 라이선스로 배포한 글로벌 세계대백과사전의 내용을 기초로 작성된 글이 포함되어 있습니다.